# Juan Carlos Fiorini
Juan Carlos Fiorini (9 de febrero de 1984) es contador y político argentino. Actualmente es el Secretario General del Gobierno de Junín. Anteriormente fue Concejal de Junín desde 2021 a 2023 y Senador de la Provincia de Buenos Aires desde 2017 a 2021. Previamente había sido Secretario General y Secretario de Gestión y Modernización en el Gobierno de Junín en el Gabinete del Intendente Pablo Petrecca.

## Biografía
Juan Fiorini estudió en la escuela primaria Hogar San José de General Viamonte, y en la Escuela Secundaria Normal N°1 también de esa ciudad. Más tarde estudió Contador Público en la Universidad Nacional de La Plata.
Realizó trabajos voluntarios en distintas organizaciones no gubernamentales, a partir de donde surgió su interés por los temas sociales y políticos. 
En el año 2015 dio sus primeros pasos en el ámbito público, cuando dejó su trabajo para ser Secretario General del Gobierno de Junín.
Está casado desde 2011. 

## Política
En 2009 ingresó a participar activamente en el PRO, siendo candidato a concejal en  varias oportunidades.
En 2017, se presentó como primer candidato a Senador Provincial por la cuarta sección electoral por Cambiemos, siendo el partido ganador de con 50,41% de los votos y con una diferencia de 25,12 puntos sobre el siguiente, accediendo a una de las 5 bancas obtenidas por Cambiemos en dicha sección.
En 2021, se presentó como primer candidato a Concejal por la lista Juntos en Junín siendo el partido ganador de con 48,43% de los votos y con una diferencia de 17,23 puntos sobre el siguiente, accediendo a una banca como Concejal de Junín. 

## Trabajo Legislativo en el Senado
Desde su asunción como senador Provincial, Juan Fiorini impulsó y colaboró en importantes proyectos que fueron convertidos en ley. Destacándose las siguientes:

### Ley de Víctimas[5]
En el mes de diciembre de 2020, la Legislatura bonaerense sancionó la denominada Ley de Víctimas que otorga mayor participación y garantías en el proceso penal a las víctimas de delitos y contempla la asistencia jurídica gratuita cuando no puedan afrontar los gastos.
La norma modifica el Código Procesal Penal y la Ley de Ejecución Penal con el objetivo de "reconocer y garantizar los derechos de las víctimas de delitos, evitando la revictimización y asegurando un acompañamiento efectivo durante el proceso".

### Ley de Pirotecnia Sonora Cero[6]
Regulando en el territorio de la Provincia de Buenos Aires el uso, depósito y comercialización de elementos pirotécnicos clasificados de venta libre, así como aquellos de fabricación casera, con efecto audible. En septiembre de 2022 la Cámara de Senadores dio media Sanción a este proyecto. El 16 de diciembre de 2022 la Cámara de Diputados convirtió en Ley el proyecto.

### Monotributo Unificado
Creando el Régimen Simplificado para los pequeños contribuyentes inscriptos en el Impuesto sobre los Ingresos Brutos de la Provincia de Buenos Aires – Ingresos Brutos Unificado. 

### Otros Proyectos[7]
- Declarar de interés público provincial la producción, comercialización y distribución de repelente de insectos (con media sanción)Con esta ley las obras sociales deberán cubrir parte del costo del producto.

- Declarar como bien perteneciente al patrimonio cultural de la Provincia de Buenos Aires, al edificio del Ex Hospital San José (con media sanción)

Se busca declarar como bien perteneciente al patrimonio cultural de la Provincia de Buenos Aires, en los términos de la Ley 10419 y sus modificaciones, al edificio del Ex Hospital San José (ex Hospital de Caridad).